# 板橋交流道
板橋交流道是臺灣台64線的交流道，指標為20K，於2000年1月31日通車，交流道形式為複合鑽石型，可通往板橋區。2015年6月27日，西入匝道改至環河路。
|          | 20 板橋 | 東 行            | 板橋 | 板橋 |
| 板橋車站 | 20 板橋 | 東 行            |      |      |
| 西 行    | 20 板橋 |                  | 新莊 |      |
| 西 行    | 20 板橋 | 板橋 台北 萬板路 |      |      |

## 周邊設施與景點
- 新埔站（ 板南線）
- 新埔民生站（ 環狀線）
- 板橋車站（臺灣高鐵、 縱管線北段、 板南線、 環狀線）
- 致理科技大學
- 新板萬坪都會公園
- 新北市政府
- 新北市議會

## 外部連結
- 台64線板橋交流道示意圖 （页面存档备份，存于）（交通部公路總局）